# Simrik Airlines
Simrik Airlines Pvt. Ltd. (Симрик Эйрлайнз) — авиакомпания в Непале, работающая на внутренних авиалиниях.

## История
Simrik Airlines была основана в 2013 году в результате покупки 75% акций Guna Airlines — авиакомпании, прекратившей свою деятельность из-за возникших финансовых трудностей. От Guna Airlines были получены 2 самолёта Beechcraft 1900C. В том же году Simrik Airlines взяла в 5-летний лизинг 2 самолёта Dornier Do 228 и 3 самолёта British Aerospace Jetstream 41, принадлежавшие обанкротившейся Agni Air.

## Флот[3][4]
- 2 самолёта Dornier Do 228
- 2 самолёта Beechcraft 1900C

Авиакомпания планирует приобрести самолёты ATR на замену Beechcraft 1900C.

## География полётов[3][5]

### Внутренние авиаперевозки
| Город           | Код (ИАТА) | Аэропорт                                |
| --------------- | ---------- | --------------------------------------- |
| Катманду        | (KTM)      | Международный аэропорт имени Трибхувана |
| Джомсом         | (JMO)      | Аэропорт Джомсома                       |
| Лукла           | (LUA)      | Аэропорт имени Тэнцинга и Хиллари       |
| Покхара         | (PKR)      | Аэропорт Покхары                        |
| Сиддхартханагар | (BWA)      | Аэропорт Гаутам Будда                   |
| Симара          | (SIF)      | Аэропорт Симары                         |

### Экскурсионные полёты
Авиакомпания выполняет экскурсионные полёты к Эвересту.

## Партнёры
Simrik Airlines находится в партнёрских отношениях с авиакомпанией Simrik Air, выполняющей вертолётные работы и горные спасательные операции.